# إلينا غيورغي
إلينا جورجي  (بالرومانية: Elena Gheorghe) مواليد 30 يوليو 1985، هي مغنية رومانية بدأت مسيرتها الفنية عام 2005.

## وصلات خارجية
- إلينا غيورغي على موقع IMDb (الإنجليزية)
- إلينا غيورغي على موقع ميوزك برينز (الإنجليزية)
- إلينا غيورغي على موقع أول ميوزيك (الإنجليزية)
- إلينا غيورغي على موقع ديسكوغز (الإنجليزية)
- الموقع الإلكتروني